# Amderma
Amderma (Russisch: Амдерма; Nenets voor "walrusrokerij") is een nederzetting met stedelijk karakter en havenplaats in het district Zapoljarny van het Russische autonome district Nenetsië, ten noorden van de noordpoolcirkel. De plaats werd opgericht rond een vloeispaatmijn, had in de Sovjetperiode een luchtmachtbasis en vormde een uitvalsbasis voor veel poolexpedities.
De plaats telde 650 inwoners in 2002 tegen 5.495 in 1989, een daling van 88,2% in 13 jaar tijd. In 2004 was het aantal inwoners verder gedaald tot 400. Bij de plaats ligt de luchthaven Amderma, waarvandaan 's zomers 4 vluchten per maand vertrekken en 's winters 2.

## Geografie
De plaats ligt op het schiereiland Joegor aan de Karazee en aan het riviertje de Amdermika ten oosten van de Straat Joegor, aan de noordoostelijke uitlopers van de Paj-Choj op 490 kilometer van Narjan-Mar en 1260 kilometer van Archangelsk (over de Noordoostelijke Doorvaart; 1070 per vliegtuig). Het dichtstbijzijnde spoorstation bevindt zich op 350 kilometer afstand bij de stad Vorkoeta.
Het landschap rond de plaats is licht heuvelachtig met hoogten tot 60 meter. Rond de plaats liggen 9 heuvels. Nabij de plaats stroomt de Amdermika, waar zich aan rechterzijde bij de kust zwarte abrupt aflopende kliffen bevinden met witte aders en aan linkerzijde een lange zandige landtong, die een lagune afsluit van de zee. Ten zuiden van de plaats ligt het Groot Tointomeer.
Op 25 juli 1975 werd door het Russisch Geografisch Genootschap (van de USSR) vastgesteld dat de geografische grens tussen Europa en Azië ten westen van Amderma loopt en de plaats zich dus in Azië bevindt. Er werd een Europa-Aziëteken geplaatst nabij het meteorologische station van de plaats.
De pooldag duurt in Amderma gemiddeld van 20 mei tot 30 juli en de poolnacht van 27 november tot 16 januari.

## Kenschets
Amderma bestaat eigenlijk uit drie nederzettingen; Primorskogo ("zeezijde"), Roednitsjnogo ("mijn-"; of Joezjny ("zuid") of Roednik) en Poljarnogo ("pool-" of Poljarka). Primorskogo bevindt zich aan zee en Roednitsjnogo en Poljarnogo op de heuvels op ongeveer 1,5 kilometer van de zee. De plaats bestaat vooral uit houten en prefabhuizen van twee en drie etages, gebouwd in de jaren zestig en zeventig. De gebouwen worden verwarmd door een centrale boiler (op vloeibare diesel) en hebben de beschikking over warm en koud water en riolering. Het water wordt betrokken uit het Tointomeer ten westen van de plaats via een 11,18 kilometer lange pijpleiding (begin jaren zeventig aangelegd; daarvoor sinds de tweede helft van de jaren vijftig via 5 kilometer lange pijpleiding uit nabijgelegen meer). De gemeentelijke diensten worden verzorgd door het bedrijf Amdermaservis.
De wegen in de plaats zijn onverhard of bestaan uit betonnen platen. In de plaats bevindt zich een obelisk ter herdenking van de gevallenen in de Tweede Wereldoorlog.

## Naam
De naam van de plaats is afkomstig uit een legende: Een Nenetsische jager zou vanaf zijn boot een grote groep zeeroofdieren hebben waargenomen op de kust van de Karazee. In verrukking zou hij "Amderma!" ("walrusrokerij") hebben uitgeroepen en zijn medestamgenoten naar de plaats hebben gestuurd om er hun tsjoemkamp op te zetten.

## Geschiedenis
Amderma werd gesticht in juli 1933, tijdens de werkzaamheden die leidden tot de opening van een vloeispaatmijn (fluorietmijn), waarvan een jaar eerder lagen waren blootgelegd tijdens een geologische expeditie onder leiding van Pjotr Sjroebko, die in 1931 een koper- en zinklaag op Vajgatsj blootlegde en in 1937 werd geëxecuteerd door de NKVD wegens "systematische anti-Sovjetagitatie en actieve trotskistische contrarevolutionaire propaganda" (en in 1989 werd gerehabiliteerd). De geologische expeditie van 1932 was opgezet nadat – volgens mondelinge overlevering – een lokale Nenets uit het nabijgelegen dorpje Chabarovo een vreemd stuk steen had gevonden bij Amderma, dat naar Oest-Kara was gezonden voor verder onderzoek.
De bouw van de mijnbouwnederzetting vond plaats onder leiding van mijnbouwingenieur Jevgeni Livanov en werd uitgevoerd door Goelagdwangarbeiders uit het Gorlagkamp op Vajgatsj. Bij Amderma bevindt zich een herdenkingsteken voor hen op het kerkhof waar de doden werden begraven. De mijn werd geopend op 11 juni 1934. De mijnwerkers (in het begin alleen gevangenen) moesten werken in de mijn bij temperaturen van –6°C. Rondom de mijn verrezen een ertsverwerkende fabriek, elektriciteitscentrale, meteorologisch station, reparatiewerkplaatsen en andere economische en publieke voorzieningen.
De indienstneming van de mijn zorgde ervoor dat de Sovjet-Unie vloeispaat niet langer hoefde te importeren. Naar Amderma werden de beste arbeiders afgevaardigd, voor wie het een privilege vormde om er te mogen werken. Op 6 september 1940 kreeg de plaats de status van arbeidersnederzetting. Op 12 februari 1941 werd het district Amderminski opgericht, waaronder ook het eiland Vajgatsj, een aantal selsovjets uit de buurt en de mijnbouwplaats Chalmer-Joe vielen. Op 23 november 1959 werd deze echter alweer opgeheven en kwam Amderma bestuurlijk gezien onder Nenetsië te vallen.
Na de Tweede Wereldoorlog werd de mijn in 1951 gesloten, daar andere betere en meer bruikbare vormen van vloeispaat werden gevonden in andere delen van de Sovjet-Unie. Amderma werd verbouwd naar een zeevaartpunt aan de Noordoostelijke Doorvaart (Noordelijke Zeeroute) en kustverdedigingsplaats (luchtafweer) met een luchtmachtbasis vanaf 1956, van waaruit in 1960 een Amerikaans spionagevliegtuig (B-47 Stratojet) werd neergeschoten boven Kaap Kanin Nos. Daarnaast vormde Amderma sinds de jaren dertig de uitvalsbasis voor onderzoekstochten naar de Arctis. In de jaren zestig werd Amderma sterk uitgebreid met nieuwe gebouwen (van 3 en 4 etages hoog) en waterbouwkundige (dam, pieren) en industriële installaties (nieuw luchthavengebouwen, scholen, postkantoor en ziekenhuis).
In 1964 werd een experimentele passagiersscheepvaartdienst opgezet tussen Archangelsk en Amderma, maar omdat het motorschip Boekvina, dat de tocht uitvoerde, niet vol zat, werd de dienst al na 1 vaart weer opgeheven. In de jaren tachtig werd de vloeispaatmijn weer opengesteld, maar slechts voor een korte periode. De Sovjet-Unie viel en daarmee de bestaansbasis voor de plaats. In de plaats werden in de jaren tachtig nieuwe gebouwen neergezet door de bouwbedrijven Diksonstroj, Amdermastroj en Artikstroj.
In de jaren negentig werd geprobeerd om een puinwinningsbedrijf op te starten in de plaats, maar dit bleek niet rendabel. De luchtverdedigingseenheid werd wegens de hoge kosten en het einde van de Koude Oorlog opgeheven in 1993, waardoor de plaats haar bestaansbasis grotendeels kwijtraakte. In 1995 sloot het permafrostlaboratorium in de plaats en, mede daar de Noordoostelijke Doorvaart nauwelijks meer kon worden opengehouden door atoomijsbrekers, in 1998 ook het kantoor van Torgmortrans, het zeetransportbedrijf.
Wat volgde was de uittocht van de bevolking. In de late Sovjetjaren steeg de bevolking nog van 2.900 inwoners in 1969 naar 10.000 inwoners begin jaren tachtig. In 1989 was het aantal reeds gedaald tot 5.100 inwoners en in 1998 naar 1.900 inwoners. Bij de volkstelling was het geslonken tot 541 inwoners. Daarna is het inwonertal weer licht gestegen tot 556 in 2011 en 577 in 2017.
Voor de lange termijn wordt overwogen om Amderma om te vormen tot een basis voor het ontwikkelen van de aardolie- en aardgaslagen in het noordelijke deel van het veld Timan-Petsjora.

## Demografie
| 1937 | 1969  | 1989  | 2002 | 2009 | 2011 |
| ---- | ----- | ----- | ---- | ---- | ---- |
| 700  | 2.900 | 5.495 | 650  | 572  | 556  |